# Kārlis Baumanis
Kārlis Baumanis (Viļķene, municipi de Limbaži, 11 de maig de 1835 – Limbaži, 10 de gener de 1905), més conegut com a Baumaņu Kārlis, fou un compositor letó. És l'autor de la lletra i la música de Dievs, svētī Latviju! [«Déu beneeixi Letònia!»] (1870), l'himne nacional de Letònia. Va ser el primer compositor a usar la paraula «Letònia» a la lletra d'una cançó, al segle xix, quan Letònia era encara part de l'Imperi Rus. Considerat un dels fundadors de la música professional letona, va col·laborar en la publicació satírica Dundurs, va ser dramaturg, poeta i escriptor de diverses cançons. Va viure i va treballar com a professor i periodista a Limbaži, on va morir a l'edat de 69 anys.